# کوستیا لئونتویچ
کوستیا لئونتویچ (انگلیسی: Kostya Leontovich؛ زادهٔ ۱۳ اکتبر ۱۹۸۵) آهنگساز، موسیقی‌دان، گیتارنواز، تهیه‌کننده موسیقی اهل اوکراین است. وی از سال ۲۰۱۰ میلادی تاکنون مشغول فعالیت بوده‌است.